# André Kabile
André Kabile (Saint-Esprit, 23 novembre 1938) è un ex calciatore francese, di ruolo difensore.